# Dylów Rządowy
Dylów Rządowy (dawn. Dylów) – wieś w Polsce położona w województwie łódzkim, w powiecie pajęczańskim, w gminie Pajęczno.
| SIMC    | Nazwa   | Rodzaj                          |
| ------- | ------- | ------------------------------- |
| 0141284 | Krzynów | część wsi                       |
| 1039895 | Majorat | część wsi (zniesiona w 2023 r.) |

W latach 1975–1998 miejscowość administracyjnie należała do województwa częstochowskiego.